# Волц, Недра
Недра Волц, более правильно Волз (англ. Nedra Volz, 18 июня 1908 — 20 января 2003) — американская актриса.

## Биография
Недра родилась 18 июня 1908 году в Айове в актёрской семье. Уже в раннем возрасте она стала появляться вместе с родителями в различных водевилях и шоу и даже получила прозвище «Малышка Недра». Повзрослев она стала выступать на радио в качестве ведущей, а также певицей в музыкальной группе. В 1944 году она вышла замуж за Орена Волца, родила троих детей и прекратила всяческие выступления.
Но всё же интерес к сцене взял верх и с 1950-х годов Недра стала играть в театре. В кино она дебютировала только в 1973 году, будучи уже не молодой, 65-летней актрисой. В 1970-е годы началась также её более активная, нежели в кино, карьера на телевидении. Она появилась в качестве гостя в таких телесериалах как «Лодка любви», «Дьюки из Хаззарда», «Команда А», «Тренер» и многих других.
В кино ей в основном доставались роли бабушек и старых тётушек, таких как жена шерифа в «Молчание ветчины» (1994) и старая леди в «Большом белом обмане» (1996), последнем фильме с её участием.
Недра Волц умерла 20 января 2003 году от осложнений болезни Альцгеймера в возрасте 94 лет.

## Избранная фильмография
- Большой белый обман (1996) — Старая леди
- Молчание ветчины (1994) — Жена шерифа
- Предательство голубки (1993) — Очень старая женщина
- Похоронная школа (1988) — Хелен
- Земные девушки легко доступны (1988) — Лана
- Надвигающееся насилие (1985) — Миссис Лоретта Хоук
- Страсть в пыли (1985) — Большая Эд
- Маленькая мисс Маркер (1980) — Миссис Клэнси
- Десятка (1979) — Миссис Киссел